# Беллінгем (Массачусетс)
Беллінгем (англ. Bellingham) — місто (англ. town) в США, в окрузі Норфолк штату Массачусетс. Населення — 16 945 осіб (2020).

## Демографія
Згідно з переписом 2010 року, у місті мешкали 16 332 особи в 6155 домогосподарствах у складі 4477 родин. Було 6365 помешкань
Расовий склад населення:
| - 93,3 % — білих - 2,9 % — азіатів - 1,4 % — чорних або афроамериканців - 0,1 % — корінних американців |

До двох чи більше рас належало 1,4 %. Частка іспаномовних становила 2,5 % від усіх жителів.
За віковим діапазоном населення розподілялося таким чином: 23,6 % — особи молодші 18 років, 64,7 % — особи у віці 18—64 років, 11,7 % — особи у віці 65 років та старші. Медіана віку мешканця становила 40,3 року. На 100 осіб жіночої статі у місті припадало 94,4 чоловіків;  на 100 жінок у віці від 18 років та старших — 92,5 чоловіків також старших 18 років.
Середній дохід на одне домашнє господарство  становив 118 476 доларів США (медіана — 95 533), а середній дохід на одну сім'ю — 134 799 доларів (медіана — 113 390). Медіана доходів становила 71 726 доларів для чоловіків та 56 012 долари для жінок. За межею бідності перебувало 4,2 % осіб, у тому числі 5,9 % дітей у віці до 18 років та 9,5 % осіб у віці 65 років та старших.
Цивільне працевлаштоване населення становило 9943 особи. Основні галузі зайнятості: освіта, охорона здоров'я та соціальна допомога — 16,4 %, роздрібна торгівля — 14,5 %, виробництво — 13,0 %.